# ブックマーケット
ブックマーケット（英: BOOK MARKET）は、駿河屋が展開する大型古書店チェーンのブランド名。

## 概要
新谷幸由が1988年（昭和63年）6月に創業したフォー・ユー（後のセカンドストリート）が、香川県高松市にブックマーケット木太店を開店したのが始まりである。
1996年（平成8年）6月には「ブックマーケット」のフランチャイズチェーン1号店の鎌田店を開店させ、フランチャイズチェーンの本部事業にも参入した。
2001年（平成13年）11月、フォー・ユーはエイジェンスと共同で「はなまる」を設立讃岐うどんチェーン事業に参入し。
後に、袂を分かつ形で子会社ティー・プロジェクトを設立して2002年（平成14年）10月3日に1号店の「さぬき小町うどん札幌店」を出店したものの、失敗。フォー・ユーは、うどん事業からの完全撤退に伴って約3.6億円の損失を計上するなどしたことから、2004年（平成16年）6月期決算の連結業績が当期損益約13億5300万円の赤字に転落することになった。
2005年（平成17年）3月末にエーツー（後の駿河屋）と業務提携をし、8月30日にエーツーと資本提携することを決議して株式譲渡契約を締結し、翌日の8月31日に「ブック・マーケット」の商標権と本部機能をエーツーへ売却した。
それに伴い、フォー・ユーのブック・マーケットの直営店はフランチャイズ加盟店となった。
2005年（平成17年）7月時点のフランチャイズ加盟店は177店舗であった。
2006年（平成18年）4月10日には、フォー・ユーが持つブック・マーケットの88店舗をエーツーに営業譲渡する契約を正式に締結し、フォー・ユーはブック・マーケットから完全に撤退した。

## 沿革
- 1995年（平成7年）3月 - フォー・ユーが、香川県高松市にブックマーケット木太店開店[3]。
- 1996年（平成8年）6月 - ブックマーケットのフランチャイズチェーン1号店の鎌田店を開店[3]。
- 2000年（平成12年）4月 - フォー・ユーが大阪証券取引所第2部へ株式上場[3]。
- 2001年（平成13年）11月 - フォー・ユーがエイジェンスと共同で[4]当社が40%を出資して「はなまる」を設立し[5]、讃岐うどんチェーン事業に参入[5]。
- 2002年（平成14年）
  - 7月 - 北海道札幌市に「まんまるはなまるうどん」を出店[12]。
  - 9月 - エイジェンスとの業務提携を解消[12]。
  - 10月3日 - 北海道札幌市にティー・プロジェクト1号店の「さぬき小町うどん札幌店」を出店[6]。
- 2005年（平成17年）
  - 3月末 - エーツーと業務提携[9]。
  - 6月 - うどん事業子会社のティー・プロジェクト（高松市）を清算[7]。
  - 8月31日 - ブックマーケット事業の商標権と本部機能をエーツーへ売却[10]。
- 2006年（平成18年）4月10日 - フォー・ユーの直営店88店舗をエーツーに営業譲渡する契約を正式に締結[11]。